# HD 210715
HD 210715 è un sistema multiplo della costellazione della Lucertola, situata nella parte centrale della costellazione a 8 minuti in ascensione retta dal confine con la costellazione del Cigno.

## Componenti
Il sistema è costituito da 4 componenti, le cui peculiari caratteristiche sono espresse nella seguente tabella:
- Nella colonna Componenti sono elencate le componenti note del sistema e i loro rapporti; AC significa che i dati di quel rigo si riferiscono ai moti e alle distanze misurate fra la componente HD 210715 A e la componente HD 210715 C.
- La colonna PMag riporta la magnitudine della prima componente del sistema in esame.
- La colonna SMag riporta la magnitudine della seconda componente del sistema in esame.
- La colonna Sep1 riporta la distanza che separa le due componenti in esame, espressa in secondi d'arco, misurazione effettuata alla data riportata nella colonna Anno1.
- La colonna Sep2 riporta la distanza che separa le due componenti in esame, espressa in secondi d'arco, misurazione effettuata alla data riportata nella colonna Anno2.
- La colonna PA1 riporta l'angolo di posizione fra le due stelle, espresso in gradi, misurazione effettuata alla data riportata nella colonna Anno1.
- La colonna PA2 riporta l'angolo di posizione fra le due stelle, espresso in gradi, misurazione effettuata alla data riportata nella colonna Anno2.
- La colonna Anno1 riporta la prima data in cui sono state effettuate queste misure posizionali.
- La colonna Anno2 riporta l'ultima data in cui sono state effettuate queste misure posizionali.
- La colonna classe spettrale riporta lo spettro cui appartiene la seconda componente del sistema in esame.
- Ascensione retta e declinazione forniscono la posizione del sistema in oggetto.

| Designazione | Componenti | PMag | SMag | Sep1 | Sep2 | PA1 | PA2 | Anno1 | Anno2 | Classe spettrale | Ascensione Retta | Declinazione |
| HJ 1741      | AB         | 5,4  | 10,4 | 23,2 | 27,6 | 319 | 303 | 1876  | 1923  |                  | 22 11,2          | + 50 49      |
| HJ 1741      | AC         | 5,4  |      | 51,3 | 57,2 | 274 | 273 | 1923  | 1960  |                  | 22 11,2          | + 50 49      |
| HJ 1741      | AD         | 5,4  |      | 73,7 |      | 272 |     | 1924  |       |                  | 22 11,2          | + 50 49      |

## Fonti
- (EN) Cataloghi stellari, su alcyone.de. URL consultato il 21 gennaio 2008 (archiviato dall'url originale il 4 marzo 2016).
- Software astronomico Megastar 5.0